# Enneapterygius clarkae
Enneapterygius clarkae és una espècie de peix de la família dels tripterígids i de l'ordre dels perciformes.

## Morfologia
- Els mascles poden assolir 2,5 cm de longitud total.[3]

## Hàbitat
És un peix marí de clima tropical.

## Distribució geogràfica
Es troba des de la Mar Roja fins a KwaZulu-Natal (Sud-àfrica) i les Comores.